# Hermann Roloff (Architekt)
Hermann Roloff (* 23. November 1900 in Graudenz; † 12. Mai 1972 in Köln) war ein deutscher Architekt, Raumplaner und Hochschullehrer.
Er hatte während des Nationalsozialismus in der Reichsstelle für Raumordnung (1936–1943) gearbeitet und er sollte in dieser Funktion unter anderem in den besetzten niederländischen Gebieten zur Gleichschaltung niederländischer Raumordnungsmaßnahmen eingesetzt werden. Der Versuch wurde jedoch von niederländischen Planern in eine andere Richtung gelenkt.
Nach 1945 wirkte Roloff im Bundesministerium für Wohnungsbau, als Lehrbeauftragter an der RWTH Aachen und gehörte jener Funktionselite in der Bundesrepublik Deutschland an, die die Bundesraumordnungsgesetzgebung (1965) mit vorbereiten half.

## Ausbildung als Architekt und erste Berufserfahrung
Hermann Roloffs Vater war der Polizeikommissar Hermann Roloff senior. Zwischen 1910 und 1918 besuchte sein Sohn das humanistische Gymnasium in Schwetz an der Weichsel (Świecie) und leistete danach Kriegsdienst im Ersten Weltkrieg. Ab dem Sommersemester 1919 studierte Roloff Architektur an der Technischen Hochschule Berlin und schloss das Studium im Mai 1924 mit dem akademischen Grad eines Diplom-Ingenieurs ab. Er begann ein Referendariat (als Regierungsbauführer) im preußischen Staatsdienst, das er im Mai 1928 mit dem Staatsexamen im Fach Hochbau beendete. Im gleichen Monat wurde er zum Regierungsbaumeister (Assessor) ernannt, verfolgte jedoch die begonnene Beamtenlaufbahn nicht weiter. Im Juni 1928 trat Roloff in die Leitung der Continentalen Bau-Aktien-Gesellschaft ein, der er bis zum Juli 1931 als technischer Leiter angehörte. Im gleichen Monat promovierte Roloff an der Technischen Hochschule Berlin zum Doktor-Ingenieur. Berichterstatter war der Architekt Hermann Ehlgötz, Mitberichterstatter der Staatssekretär Adolf Scheidt.
Nach der Promotion war Roloff als selbstständiger Architekt und auch als Lehrkraft an der Technischen Hochschule Berlin tätig, wo 1935 seine Habilitation erfolgte. Seine frühere Tätigkeit bei der Continentalen Bau-Aktien-Gesellschaft sollte zu Beginn des Nationalsozialismus noch ein Nachspiel haben, so jedenfalls die Darstellung von Roloff. Es seien jüdische Arbeitgeber gewesen, zu denen er freundschaftliche Kontakte unterhielt. 1933 sei ihm auch vorgeworfen worden, den Betriebsinhaber und den Prokuristen finanziell zu unterstützen. Um eine Entlassung aus dem Hochschuldienst zu vermeiden, sei er darum 1934 in die SA eingetreten. Gleichwohl sei er aus dem Lehrbetrieb entlassen worden.

## Einmündung in die nationalsozialistische Raum- und Landesplanung
Von 1936 bis 1943 arbeitete Roloff für die Reichsstelle für Raumordnung (RfR) in Berlin, zuletzt in der Position eines Oberregierungsrats. In der RfR führte er das Fachreferat II Planungsgrundlagen und wissenschaftliche Raumforschung innerhalb der Planungsabteilung unter Baudirektor i. R. Karl Köster. Hermann Muhs, Leiter der RfR nach Hanns Kerrls Tod im Dezember 1941, bescheinigte Roloff im Jahr 1943 im Zuge einer Bewerbung Roloffs für eine Honorarprofessur, dieser sei

„an der Entwicklung der Raumforschung seit 1936 in meinem Hause als der zuständige Referent maßgeblich beteiligt (gewesen) und (habe) durch Aufstellung der Forschungsprogramme sowie die Auswertung ihrer Ergebnisse eine umfassende wissenschaftliche Tätigkeit geleistet.“

Allerdings gab es auch andere, bedeutendere Referatsleiter in der RfR. Für die nationalsozialistische Raumforschung waren andere Akteure wichtiger (Konrad Meyer, Paul Ritterbusch, Friedrich Bülow, Frank Glatzel, Josef Umlauf u. a.). In seiner Funktion als RfR-Referent hatte Roloff Kontakt zu Gerhard Isenberg, Heinrich Dörr und Erwin Muermann. 1937 trat Roloff der Deutschen Akademie für Städtebau und Landesplanung als Mitglied bei.

## Hermann Roloffs Aufgaben in Den Haag
Im August 1940 trat Roloff in der Position eines Regierungsrats seine Stelle im Generalkommissariat für Verwaltung und Justiz unter Generalkommissar Friedrich Wimmer und Reichskommissar Arthur Seyß-Inquart in Den Haag in den Niederlanden an. Ziel seines Einsatzes sollte es sein, „eine in Anlehnung an die deutschen Grundsätze aufgebaute Planungsstelle im Rahmen der niederländischen Behörden aufzubauen, in welcher Roloff als Ministerialreferent den entsprechenden Einfluß und die Führung hat“.
Für den Wiener Raumplaner Andreas Faludi war Roloff „von der Reichsstelle für Raumordnung geschickt worden, um eine kleine Planungsabteilung (Roloff, sein Stellvertreter und eine Sekretärin) beim Reichsverweser einzurichten. Er schmiedete Pläne zur Gleichschaltung der niederländischen Raumforschung und Raumplanung in einer Art Landesplanungsstelle nach deutschem Beispiel.“ Roloff versuchte „die Planung für die Niederlande direkt beim Ministerpräsidenten (damals: dem Reichsverweser) unterzubringen, was eine Vorreiterrolle für die Planung indiziert hätte.“
Diese Initiativen Nazi-Deutschlands in den Niederlanden wurden aber unterlaufen. Der niederländischen Verwaltung gelang es, durch den Aufbau eigener Strukturen von Raum- und Landesplanung („Rijksdienst voor het Nationale Plan“ u. a.) Roloff zuvorzukommen. Geleitet wurde der Rijksdienst von Karel Johannes Frederiks; das Büro der neuen niederländischen Planungsorganisation führte Frits Bakker-Schut (der nach 1945 den sogenannten Bakker-Schut-Plan entwarf). Auf die neue Situation reagierte der Reichskommissar Seyß-Inquart nach Andreas Faludi wie folgt:

„Roloff wurde vom Reichsverweser angewiesen, die Niederländer gewähren zu lassen und beschränkte sich von da an auf die Genehmigung der Gesetzestexte, die für ihn zu diesem Zweck eigens übersetzt wurden, und auf die Genehmigung von Personalentscheidungen. Eine nationalsozialistische Gesinnung war keineswegs Voraussetzung für die Einstellungen beim Rijksdienst (…) Roloff selbst konnte also seine Ideen einer Übernahme der niederländischen Planung nicht verwirklichen. In der Zeit, die ihm verblieb, arbeitete er an Plänen der Reichsstelle für Raumordnung, insbesondere zur Gründung von Kolonien der Niederländer im neu eroberten Gebiet.“

So erscheint Roloffs Einfluss gering. Der niederländische Soziologe und Historiker Hans Derks bewertete Roloffs Rolle in Den Haag jedoch anders:

„Als der Oberregierungsrat Dr. Hermann Roloff Mitte 1942 die Dinge in den Niederlanden seines Erachtens gut unter Kontrolle hatte, konnte er immer deutlicher sehen, wie seine Arbeit in einen westeuropäischen Rahmen paßte, ein Rahmen übrigens, dessen Konturen von verschiedenen Berliner Instanzen immer schärfer vorgezeichnet wurden. Roloff wurde ein wichtiger Mann. Sein Arbeitsbericht vom Monat Juni 1942 dokumentiert seinen Status: Er empfing eine belgische Delegation hoher Staats- und Kommunalbeamter und besuchte mit ihnen einige holländischen Städte, am 10. Juni nahm er an einer Sitzung beim Militärverwaltungschef über die Verbindung des Albertkanals mit der Maas in Brüssel teil, dann traf eine japanische Delegation ein, Mitte Juni ist er wieder in Brüssel zwecks Verhandlungen über 'gemeinsame Planungsaufgaben', Ende Juni verbleibt er in Berlin für Verhandlungen mit Staatssekretär Muhs (Leiter der Reichsstelle für Raumordnung) und mit Ritterbusch (RAG-Chef) über Raumforschung...“

Roloff changierte während des Nationalsozialismus zwischen Besatzungsverwaltung, Planung und (Raum-)Wissenschaft. Das zeigen auch die Ergebnisse in der Studie von Marc Engels (vgl. Literatur). Im Rahmen der nationalsozialistischen Westforschung (s. u.) bzw. der „Germanischen Forschungsaufgabe der SS“ (vergeben vom Reichssicherheitshauptamt, organisiert von der Reichsarbeitsgemeinschaft für Raumforschung, RAG) kam Hermann Roloff von den Niederlanden aus neben dem Wirtschaftsgeographen Bruno Kuske und dem Historiker Franz Petri eine koordinierende Funktion zu. In diesem Zusammenhang entwickelten sich auch Konkurrenzen, etwa zu dem Kölner Wissenschaftler Bruno Kuske. Roloff arbeitete in diesem Rahmen an den Projekten „Die Stellung der holländischen Veredelungsindustrie in der zukünftigen europäischen Wirtschaft“ und „Biologische Volkskraft der Niederlande als Vorbild und die Existenzsicherung für den Bevölkerungsüberschuss im Neuen Europa“ mit.
Im Februar 1943 erhielt Roloff „einen Lehrauftrag an der Technischen Hochschule Aachen, wo er ein neu eingerichtes Institut für Raumordnung und Raumforschung nebst der Leitung der Hochschularbeitsgemeinschaft für Raumforschung übernahm.“ Roloff führte die Aachener Hochschularbeitsgemeinschaft für Raumforschung ab Mai 1943.
Hermann Roloff leitete ab 1943 auch die Arbeitsgemeinschaft für Raumordnung, „die im Auftrag der geheimen Organisation Mittelstelle für Heimatschutz die Möglichkeit einer Ausdehnung der Zuständigkeiten der Hochschule auf die noch besetzten westlichen Nachbarländer organisieren sollte, was sich aber nur wenige Monate später aufgrund der Befreiung dieser Länder durch die Alliierten erledigte.“ (s. Lemma Hermann Proetel). An der Arbeitsgemeinschaft waren Hermann Proetel, Peter Mennicken, Robert Hans Wentzel, Hans Mehrtens und Robert Roessing beteiligt. Zum 1. November 1943 wurde Roloff zum aktiven Wehrdienst nach Berlin einberufen.

## Nachkriegskarriere im Bundesministerium für Wohnungsbau
Im Jahr 1953 gelang Roloff der Einstieg in das Bundesministerium für Wohnungsbau, wo er bis 1962 wirkte – ab dem Jahr 1956 in der Position eines Ministerialrats. Roloff war im Ministerium Leiter des Referats Raumordnung. Die Akademie für Raumforschung und Landesplanung (ARL) in Hannover nahm Roloff 1955 als korrespondierendes Mitglied auf.
Im rheinischen Braunkohlerevier war Hermann Roloff in die Planungen für Umsiedlungen involviert. So entwickelte er einen Bebauungsplan für das damalige Neuberrenrath (s. Berrenrath).
Für die Geschichte der Raumplanung in der Bundesrepublik Deutschland ist Roloff nicht zuletzt deshalb bedeutend, weil er ab 1956 als Schriftführer mit an der Arbeitsgruppe zur Ausarbeitung des 1961 vorgelegten Gutachtens des Sachverständigen-Ausschusses für Raumordnung (SARO) beteiligt war. Das Gutachten bereitete das vier Jahre später erlassene Bundesraumordnungsgesetz (1965) bereits vor:

„Welche Leitvorstellungen schließlich die künftige Raumordnungspolitik in der Bundesrepublik bestimmen sollten, darüber diskutierten in den Jahren zwischen 1956 und 1961 im SARO eine Reihe alter Bekannter. Neben Erich Dittrich berief die Bundesregierung auf Vorschlag des Innenministeriums mit Kurt Brüning, Gerhard Isenberg, Norbert Ley, Hermann Roloff und Walter Arke sechs Mitglieder, die bereits vor 1945 in Raumordnung und Landesplanung aktiv gewesen waren. Hinzu kamen noch der Göttinger Staatsrechtler und Schüler Carl Schmitts Werner Weber, der Kölner Geograph und Mitglied des Wissenschaftlichen Rates des IfR Theodor Kraus und auf Vorschlag des Bundeswirtschaftsministeriums der Ökonom Fritz W. Meyer. (…) In einem der ersten Gutachtenentwürfe sah Hermann Roloff 1957 das dirigistische Element der Raumordnung in der NS-Zeit stark herausgestellt und fragte, ob es nicht zweckmäßiger sei, auf die Entwicklung zur selben Zeit im Ausland hinzuweisen sowie darauf, daß die Raumordnung dort, teilweise auch heute noch, mit stärkeren dirigistischen Mitteln betrieben worden sei.“

Für Ariane Leendertz leisteten Hermann Roloff und Gerhard Isenberg besonders in den Nachkriegsjahren „grundlegende Lobbyarbeit“ für raumordnungspolitische Belange.
Ab dem Jahr 1962 wirkte Roloff als außerplanmäßiger Professor an der RWTH Aachen (als Dozent für Raumordnung und Raumforschung).

## Mitgliedschaften (Auswahl)
- Mitglied des Architekten- und Ingenieur-Vereins zu Düsseldorf
- Mitglied der Abwassertechnischen Vereinigung
- Mitglied der Forschungsgesellschaft für das Straßenwesen
- Mitglied des Wissenschaftlichen Beirats im Deutschen Verband für Wohnungswesen, Städtebau und Raumordnung
- Mitglied des Beirats in der Studiengesellschaft für unterirdische Verkehrsanlagen[2]

## Schriften (Auswahl)
- Vorwort. In: Hermann Staubach: Pendelwanderung und Raumordnung. Der Einfluß der Pendelwanderung auf die Standortpolitik im Wohnungs- und Siedlungswesen. Im Auftrag des Herrn Bundesministers für Wohnungsbau bearbeitet. Westdeutscher Verlag, Köln und Opladen 1962, S. 5–6.
- Ortsverlagerungen im Rheinischen Braunkohlengebiet, dargestellt am Beispiel Berrenrath. In: Westdeutsche Wirtschaftsmonographien, Folge 2, Braunkohle. 1957.
- Aufgaben der Bundesraumordnung. (= Schriften des Deutschen Verbandes für Wohnungswesen, Städtebau und Raumplanung, Heft 15.) Köln 1956.
- Aktivierung der Bundesraumordnung. In: Bundesbaublatt, Ausgabe 10/1956.
- Planung und Ordnung im Rheinischen Braunkohlenraum. In: Hochschuljahrbuch der TH Aachen 1951. Aachen 1951.
- Die Trockenlegung der Zuidersee. In: Westland, 1. Folge (1943), S. 32–37.
- Die geschichtliche Stellung der germanisch-romanischen Grenzlande im Westen. In: Westland, 2. Folge (1943), S. 66–71.
- Planung in den Niederlanden. In: Raumforschung und Raumordnung, 6. Jahrgang 1942, Heft 6/7, S. 162–192. (Roloff fungierte auch neben Paul Ritterbusch und Carl Krauch als Mitherausgeber dieses Heftes der „RuR“.)
- Raumordnung in den Niederlanden. In: Niederlande, Deutsch-Niederländische Wirtschafts-Zeitschrift, Organ der Handelskammer für die Niederlande und der Zentralauftragsstelle für die Besetzten Niederländischen Gebiete, Band 7 (1941), Nr. 14, S. 1–6. (mit Bildnis des Verfassers und graphischen Darstellungen)
- Der Raum der Niederlande. In: Max Freiherr du Prel, Willi Janke (Hrsg.): Die Niederlande im Umbruch der Zeiten. Alte und neue Beziehungen zum Reich. Würzburg 1941, S. 329–351.
- Die Mitarbeit der Wissenschaft bei der Ordnung und Gestaltung des Deutschen Ostraums. In: Raumforschung und Raumordnung, 3. Jahrgang 1939, Heft 11/12, S. 535–542.
- Raumordnungspläne. In: Raumforschung und Raumordnung, 2. Jahrgang 1938, Heft 1, S. 10–18.
- Planzeichen für Raumordnung und Flächennutzung. Darstellung der graphischen Signaturen auf Karten und Plänen der Raumordnung und des Städtebaus. Berlin 1937.
- Gemeindeverfassung und Selbstverwaltung. Berlin 1936.
- Raumordnung und Siedlungswerk im Dritten Reich. In: Hochschule und Ausland, Ausländische Monatsschrift des Deutschen Akademischen Austauschdienstes, Jahrgang 1936, Heft 9.
- Die Hauszinssteuer und ihr Einfluß auf den Städtebau in Vergangenheit, Gegenwart und Zukunft. Triltsch, Würzburg 1932. (= Dissertation vom 10. Juli 1931, Technische Hochschule Berlin)

## Gutachten
- Die Raumordnung in der Bundesrepublik Deutschland. Gutachten des Sachverständigen-Ausschusses für Raumordnung. Stuttgart 1961. (SARO)